# Медікал-Лейк (Вашингтон)
Медікал-Лейк (англ. Medical Lake) — місто (англ. city) в США, в окрузі Спокен штату Вашингтон. Населення — 4874 особи (2020).

## Географія
Медікал-Лейк розташований за координатами 47°34′16″ пн. ш. 117°41′22″ зх. д. / 47.57111° пн. ш. 117.68944° зх. д. (47.571039, -117.689450).  За даними Бюро перепису населення США в 2010 році місто мало площу 9,43 км², з яких 8,81 км² — суходіл та 0,62 км² — водойми.

## Демографія
Згідно з переписом 2010 року, у місті мешкало 5060 осіб у 1707 домогосподарствах у складі 1169 родин. Густота населення становила 537 осіб/км².  Було 1835 помешкань (195/км²).
Расовий склад населення:
| - 88,0 % — білих - 2,3 % — чорних або афроамериканців - 2,0 % — азіатів - 1,6 % — корінних американців - 0,3 % — вихідців з тихоокеанських островів - 1,5 % — осіб інших рас |

До двох чи більше рас належало 4,3 %. Частка іспаномовних становила 5,7 % від усіх жителів.
За віковим діапазоном населення розподілялося таким чином: 23,5 % — особи молодші 18 років, 66,5 % — особи у віці 18—64 років, 10,0 % — особи у віці 65 років та старші. Медіана віку мешканця становила 36,8 року. На 100 осіб жіночої статі у місті припадало 99,9 чоловіків;  на 100 жінок у віці від 18 років та старших — 95,1 чоловіків також старших 18 років.
Середній дохід на одне домашнє господарство  становив 53 847 доларів США (медіана — 41 542), а середній дохід на одну сім'ю — 70 042 долари (медіана — 58 875). За межею бідності перебувало 16,6 % осіб, у тому числі 10,6 % дітей у віці до 18 років та 14,4 % осіб у віці 65 років та старших.
Цивільне працевлаштоване населення становило 1842 особи. Основні галузі зайнятості: освіта, охорона здоров'я та соціальна допомога — 29,7 %, мистецтво, розваги та відпочинок — 9,9 %, публічна адміністрація — 8,6 %, фінанси, страхування та нерухомість — 7,5 %.